# Kekîne
Kekîne (în ucraineană Кекине) este localitatea de reședință a comunei Kekîne din raionul Sumî, regiunea Sumî, Ucraina.

## Demografie
Componența lingvistică a localității Kekîne
     Ucraineană (94,01%)
     Rusă (5,68%)
Conform recensământului din 2001, majoritatea populației localității Kekîne era vorbitoare de ucraineană (94,01%), existând în minoritate și vorbitori de rusă (5,68%).